# Miglior allenatore dell'anno IFFHS

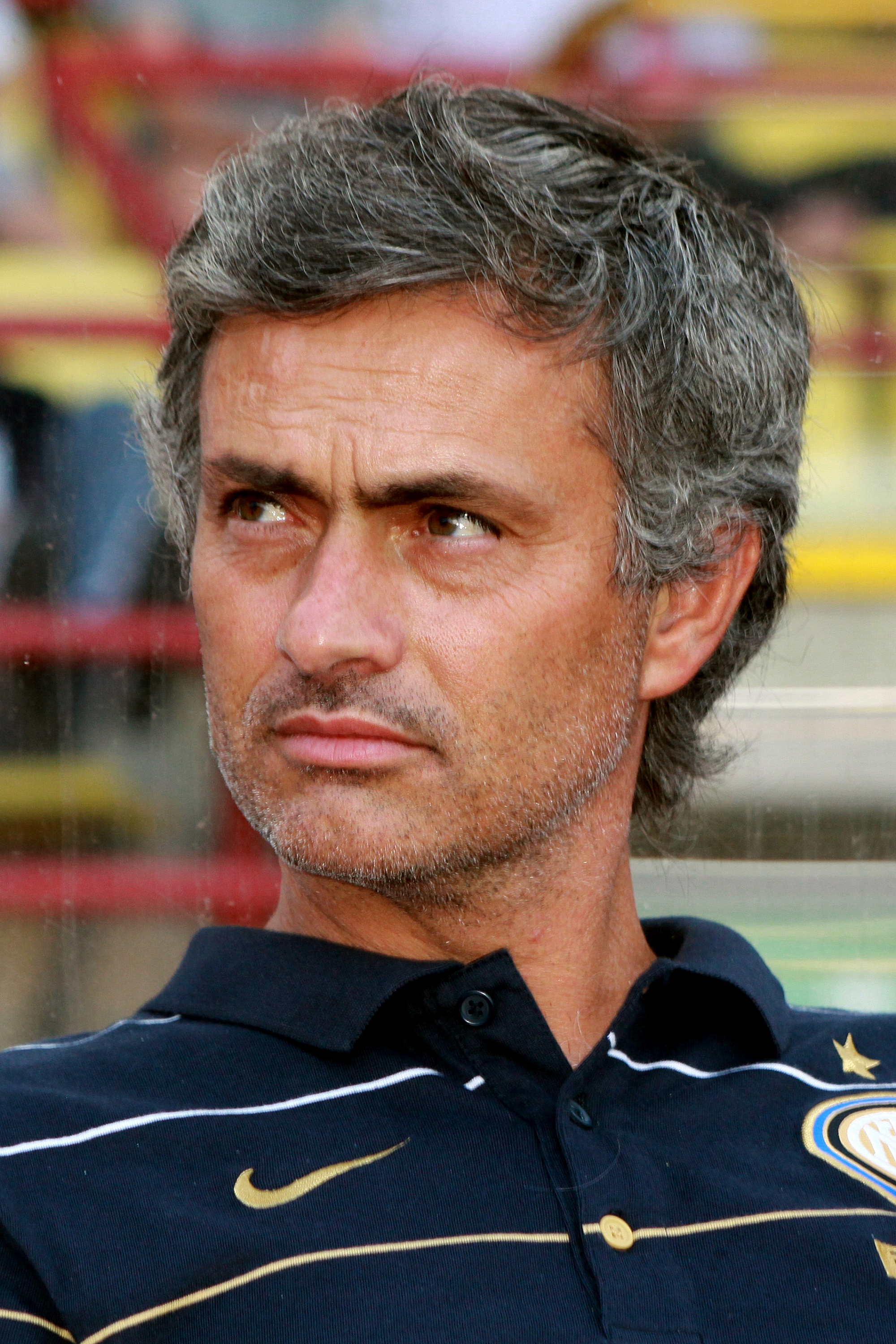
José Mourinho, eletto per quattro volte Miglior allenatore dell'anno IFFHS.

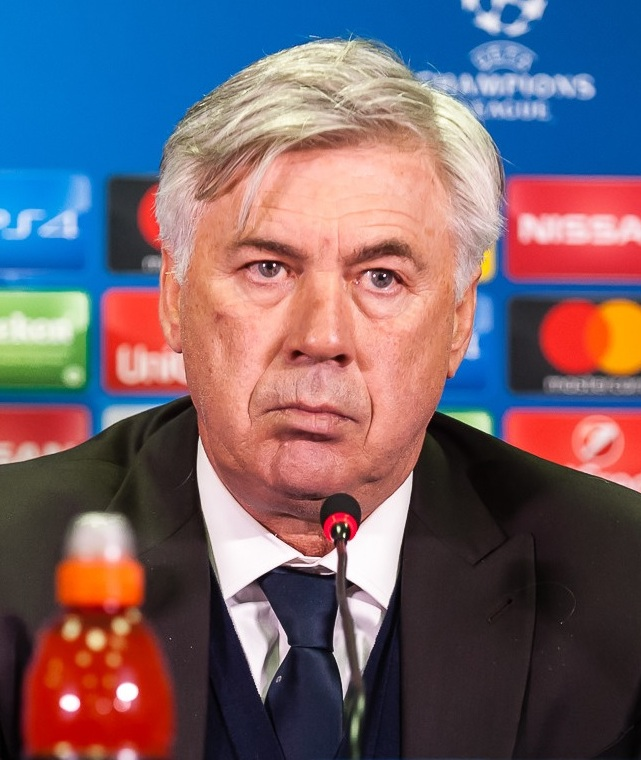
Carlo Ancelotti, attualmente detentore del premio

Il Miglior allenatore dell'anno IFFHS (in inglese The IFFHS World's Best Club Coach) è un premio calcistico assegnato dall'IFFHS ogni anno solare al miglior allenatore di club grazie ai voti di esperti provenienti da diversi paesi.
Il maggior vincitore del premio per il calcio maschile sono il portoghese Jose Mourihno e l'italiano Carlo Ancelotti, con quattro affermazioni, seguiti da Pep Guardiola con tre e da Marcello Lippi, Ottmar Hitzfeld, Carlos Bianchi, Alex Ferguson e Zinédine Zidane, tutti con due vittorie ciascuno.
Nel 2020 è stato introdotto anche il corrispettivo premio per il calcio femminile.

## Calcio maschile

### Albo d'oro
| Anno | Allenatore         | Club              |
| ---- | ------------------ | ----------------- |
| 1996 | Marcello Lippi     | Juventus          |
| 1997 | Ottmar Hitzfeld    | Borussia Dortmund |
| 1998 | Marcello Lippi     | Juventus          |
| 1999 | Alex Ferguson      | Manchester Utd    |
| 2000 | Carlos Bianchi     | Boca Juniors      |
| 2001 | Ottmar Hitzfeld    | Bayern Monaco     |
| 2002 | Vicente del Bosque | Real Madrid       |
| 2003 | Carlos Bianchi     | Boca Juniors      |
| 2004 | José Mourinho      | Porto Chelsea     |
| 2005 | José Mourinho      | Chelsea           |
| 2006 | Frank Rijkaard     | Barcellona        |
| 2007 | Carlo Ancelotti    | Milan             |
| 2008 | Alex Ferguson      | Manchester Utd    |
| 2009 | Pep Guardiola      | Barcellona        |
| 2010 | José Mourinho      | Inter Real Madrid |
| 2011 | Pep Guardiola      | Barcellona        |
| 2012 | José Mourinho      | Real Madrid       |
| 2013 | Jupp Heynckes      | Bayern Monaco     |
| 2014 | Carlo Ancelotti    | Real Madrid       |
| 2015 | Luis Enrique       | Barcellona        |
| 2016 | Diego Simeone      | Atlético Madrid   |
| 2017 | Zinédine Zidane    | Real Madrid       |
| 2018 | Zinédine Zidane    | Real Madrid       |
| 2019 | Jürgen Klopp       | Liverpool         |
| 2020 | Hans-Dieter Flick  | Bayern Monaco     |
| 2021 | Thomas Tuchel      | Chelsea           |
| 2022 | Carlo Ancelotti    | Real Madrid       |
| 2023 | Pep Guardiola      | Manchester City   |
| 2024 | Carlo Ancelotti    | Real Madrid       |

### Statistiche

#### Vittorie per allenatore
| Allenatore         | Vittorie | Anni                   |
| ------------------ | -------- | ---------------------- |
| José Mourinho      | 4        | 2004, 2005, 2010, 2012 |
| Carlo Ancelotti    | 4        | 2007, 2014, 2022, 2024 |
| Pep Guardiola      | 3        | 2009, 2011, 2023       |
| Marcello Lippi     | 2        | 1996, 1998             |
| Ottmar Hitzfeld    | 2        | 1997, 2001             |
| Carlos Bianchi     | 2        | 2000, 2003             |
| Alex Ferguson      | 2        | 1999, 2008             |
| Zinédine Zidane    | 2        | 2017, 2018             |
| Vicente del Bosque | 1        | 2002                   |
| Frank Rijkaard     | 1        | 2006                   |
| Jupp Heynckes      | 1        | 2013                   |
| Luis Enrique       | 1        | 2015                   |
| Diego Simeone      | 1        | 2016                   |
| Jürgen Klopp       | 1        | 2019                   |
| Hans-Dieter Flick  | 1        | 2020                   |
| Thomas Tuchel      | 1        | 2021                   |

#### Vittorie per nazionalità
| Nazionalità | Vittorie | Anni                               |
| ----------- | -------- | ---------------------------------- |
| Germania    | 6        | 1997, 2001, 2013, 2019, 2020, 2021 |
| Italia      | 6        | 1996, 1998, 2007, 2014, 2022, 2024 |
| Spagna      | 5        | 2002, 2009, 2011, 2015, 2023       |
| Portogallo  | 4        | 2004, 2005, 2010, 2012             |
| Argentina   | 3        | 2000, 2003, 2016                   |
| Scozia      | 2        | 1999, 2008                         |
| Francia     | 2        | 2017, 2018                         |
| Paesi Bassi | 1        | 2006                               |

#### Vittorie per club
| Club              | Vittorie | Anni                                           |
| ----------------- | -------- | ---------------------------------------------- |
| Real Madrid       | 8        | 2002, 2010, 2012, 2014, 2017, 2018, 2022, 2024 |
| Barcellona        | 4        | 2006, 2009, 2011, 2015                         |
| Bayern Monaco     | 3        | 2001, 2013, 2020                               |
| Chelsea           | 3        | 2004, 2005, 2021                               |
| Juventus          | 2        | 1996, 1998                                     |
| Boca Juniors      | 2        | 2000, 2003                                     |
| Manchester Utd    | 2        | 1999, 2008                                     |
| Borussia Dortmund | 1        | 1997                                           |
| Porto             | 1        | 2004                                           |
| Milan             | 1        | 2007                                           |
| Inter             | 1        | 2010                                           |
| Atlético Madrid   | 1        | 2016                                           |
| Liverpool         | 1        | 2019                                           |
| Manchester City   | 1        | 2023                                           |

In corsivo le edizioni condivise.

### Miglior allenatore del decennio
| Decennio  | Allenatore    |
| --------- | ------------- |
| 2001-2010 | Arsène Wenger |
| 2011-2020 | Diego Simeone |

## Calcio femminile

### Albo d'oro
| Anno | Allenatore       | Club            |
| ---- | ---------------- | --------------- |
| 2020 | Jean-Luc Vasseur | Olympique Lione |
| 2021 | Lluís Cortés     | Barcellona      |
| 2022 | Sonia Bompastor  | Olympique Lione |
| 2023 | Jonatan Giráldez | Barcellona      |
| 2024 | Jonatan Giráldez | Barcellona      |

### Statistiche

#### Vittorie per allenatore
| Allenatore       | Vittorie | Anni       |
| ---------------- | -------- | ---------- |
| Jonatan Giráldez | 2        | 2023, 2024 |
| Jean-Luc Vasseur | 1        | 2020       |
| Lluís Cortés     | 1        | 2021       |
| Sonia Bompastor  | 1        | 2022       |

#### Vittorie per nazionalità
| Nazionalità | Vittorie | Anni             |
| ----------- | -------- | ---------------- |
| Spagna      | 3        | 2021, 2023, 2024 |
| Francia     | 2        | 2020, 2022       |

#### Vittorie per club
| Club            | Vittorie | Anni             |
| --------------- | -------- | ---------------- |
| Barcellona      | 3        | 2021, 2023, 2024 |
| Olympique Lione | 2        | 2020, 2022       |